# Симфонічні етюди (Шуман)
Симфоні́чні етю́ди (фр. Études Symphoniques), Op. 13 — цикл етюдів для фортепіано соло Роберта Шумана. Написані впродовж 1834–1837 років.
Початково етюди задумувались композитором як 16 варіацій на тему барона фон Фрікена і варіації на тему Генріха Маршнера. Пізніше Шуман зупинився на 12 різнохарактерних п'єсах, лише 9 з яких є варіаціями на вихідну тему. Головна тема — траурний марш — постійно перетворюючись, звучить у фіналі як урочистий марш. Повністю структура циклу виглядає наступним чином:
- Theme — Andante
- Etude I (варіація 1) — Un poco più vivo
- Etude II (варіація 2) — Andante
- Etude III — Vivace
- Etude IV (варіація 3) — Allegro marcato
- Etude V (варіація 4) — Scherzando
- Etude VI (варіація 5) — Agitato
- Etude VII (варіація 6) — Allegro molto
- Etude VIII (варіація 7) — Sempre marcatissimo
- Etude IX — Presto possibile
- Etude X (варіація 8) — Allegro con energia
- Etude XI (варіація 9) — Andante espressivo
- Etude XII (Finale) — Allegro brillante.

Перша редакція була опублікована композитором 1837 року. 1852 року вийшла друга редакція етюдів, найбільших змін зазнали 3-й і 9-й етюди.